# Repenser la nation : l'histoire du suffrage féminin au Québec
Repenser la nation : l'histoire du suffrage féminin au Québec est un essai s'inscrivant dans une série de publications sur l'histoire du droit de vote des femmes au Canada, un projet initialement orchestré par l’historienne canadienne Veronica Strong-Baog, elle-même auteure d’articles et d’ouvrages portant sur les différents mouvements féminins au Canada. Il s'agit de la première synthèse sur l'histoire du suffrage féminin au Québec. Originellement publié en anglais, le Canada étant majoritairement anglophone, l'ouvrage est publié au printemps 2019. 
Cette publication est écrite par Denyse Baillargeon, une historienne de l'Université de Montréal. L'auteure est d'ailleurs une spécialiste de l'histoire des femmes du XXe siècle : elle a écrit plusieurs livres et articles sur le sujet, faisant d’elle l’une des historiennes québécoises les plus lues et les plus traduites du monde littéraire. Entre 1991 et 2019, quatre ouvrages lui sont crédités, tous portant sur la condition féminine au Québec.
Ses recherches sur les différentes conditions des femmes canadiennes - surtout les femmes québécoises - au XXe siècle lui ont valu de nombreuses distinctions, dont le Prix Jean-Charles Falardeau, le Prix Clio-Québec et le Prix Lionel-Groulx. En 2020, elle a reçu l'un des Prix du livre politique décernés par l’Assemblée nationale du Québec pour Repenser la nation.

## Contexte historiographique
La question du suffrage féminin n'est pas un sujet très développé au Québec. Peu d'historiens s'y intéressent ; les recherches et publications dans le domaine sont très sommaires et peu approfondies. Cet ouvrage est donc écrit avec l'objectif d'éclairer le lecteur et la lectrice sur l'histoire de la lutte pour l'obtention du droit de vote des femmes au Québec ; une lutte plus longue que l'on pourrait croire selon Denyse Baillargeon et des faits assez méconnus des Québécois et des Québécoises. Avant Repenser la nation : l'histoire du suffrage féminin au Québec, il n'y avait aucune synthèse sur le sujet se concentrant sur le Québec. Les premières recherches sur l'histoire des femmes en général sont tardives dans la littérature historique. Denyse Baillargeon, malgré son expérience d'historienne féministe, ne dispose d'aucune référence, mis à part quelques articles et des ouvrages sur le suffrage féminin au Canada. D'ailleurs, une condition fut imposée à l'auteure ; elle ne pouvait pas intégrer de notes en bas de pages dans son ouvrage, d'où le manque de références.     
Repenser la nation : l'histoire du suffrage féminin au Québec fait partie d'une série plus large sur l'histoire du droit de vote des femmes à l'échelle nationale, donc canadienne. Ce projet est sous la réalisation de Véronica Strong-Boag, elle-même une pionnière dans l'étude de l'histoire des femmes. Celui-ci rassemble les travaux de plusieurs historiennes de tout le pays, informant sur les conditions des femmes et leur lutte pour l'obtention du droit de vote selon les provinces. D'abord écrit comme étant un essai, le livre de Baillargeon fut ensuite publié comme un ouvrage à part entière en mars 2019.   
L'histoire du suffrage féminin s'inscrit dans l'histoire plus large des femmes, le suffrage n'étant qu'un aspect, un exemple des luttes des femmes pour obtenir leur égalité face aux hommes. Cette histoire est encore très jeune, puisqu'elle n'est apparue comme discipline historique officielle que très récemment dans la littérature. De plus, les articles portant sur les femmes et leur histoire furent longtemps intégrés dans des ouvrages généraux. Par exemple, dans un livre portant sur la guerre de Sept Ans, un seul chapitre porte sur la condition des femmes et leur rôle dans le conflit, alors que leur implication est beaucoup plus grande et mérite beaucoup plus de visibilité qu'un seul chapitre ou un seul article dans des collectifs.     

### Les mouvements féministes
Les premiers mouvements féministes, visant l'émancipation des femmes, ne sont apparus que dans les années 1960 et 1970. Ce sont des mouvements nés de contestations sociales. En effet, la deuxième moitié du XXe siècle voit beaucoup de mouvements contestataires apparaitre. Ceux-ci ne sont pas seulement en lien avec la condition féminine; des luttes pour la paix ou pour l'environnement sont des exemples de protestations ayant commencé autour de la même période. Partout dans le monde, surtout en Occident, les gens demandent du changement.    
La cause féminine n'y échappe pas. C'est alors que de grandes féministes telles que Gerda Lerner, une historienne américaine, Kate Millet, Betty Friedan, toutes deux des féministes américaines, ou Micheline Dumont, une historienne québécoise, se font connaitre avec leurs travaux servant à faire avancer la cause des femmes.    
En fait, à l'échelle du pays, il s'agit de la première synthèse publiée sur l'histoire du suffrage féminin depuis celle de Catherine Lyle Cleverdon, soit The Woman Suffrage Movement in Canada. En effet, ce premier ouvrage date de 1950, soit environ 70 ans avant la publication du livre de Denyse Baillargeon. C'est, de plus, un livre plutôt avant-gardiste, considérant que le mouvement féministe n'apparait que dix ans après sa publication. Le livre de Cleverdon fut d'ailleurs réédité plusieurs fois, dont la deuxième édition qui fut publiée en 1974. Aussi, un premier collectif sur l'histoire des femmes est publié en 1982. Portant le nom de L'histoire des femmes au Québec, il rassemble plusieurs historiennes canadiennes voulant diffuser l'histoire des femmes. Marie Lavigne, Jennifer Stoddart, Michèle Jean et Micheline Dumont, cette dernière enseignant d'ailleurs l'histoire des femmes depuis 1976, sont les auteures principales de ce collectif. Celui-ci commence son récit pendant l'époque coloniale jusqu'en 1979. Une deuxième édition, publiée au début du XXe siècle, étend le contexte temporel jusqu'en 2000, puisque, entre 1979 et 2000, plusieurs avancées furent réalisées concernant la condition des femmes en territoire québécois.     
Cet ouvrage n'arrive donc pas trop tôt. D'ailleurs, la littérature francophone sur le sujet, soit l'étude des femmes, de leur histoire et de leur développement au sein d'une société dite patriarcale, est beaucoup moins avancée que la littérature anglophone, qui, selon les experts, a environ dix ou quinze ans d'avance. En fait, la lutte était plus avancée dans les pays anglophones, ce qui explique le retard de la littérature francophone. Malgré cet écart, l'histoire des femmes demeure un sujet historique relativement récent ; que ce soit en anglais ou en français, les publications ne sont pas si nombreuses. C'est grâce aux travaux de pionnières telles que Denyse Baillargeon que les femmes et leur histoire sont mises de l'avant.     

### Les femmes autochtones
Le livre Repenser la nation : l'histoire du suffrage féminin au Québec est aussi beaucoup plus inclusif que les autres travaux et recherches publiées sur le même sujet. Effectivement, dans son ouvrage, Denyse Baillargeon inclut les femmes autochtones, souvent laissées de côté. Le droit de vote leur fut accordé beaucoup plus tardivement, soit en 1960 au niveau fédéral et 1969 au niveau provincial. Leur combat se joue également sur deux fronts, puisqu'elles sont considérées, aux XIXe et XXe siècle comme une minorité ethnique, en plus d'être des femmes.  
Il est important de mentionner que la principale lutte des femmes autochtones dans la deuxième moitié du XXe siècle ne concerne pas le droit de vote. En effet, elles militent contre une loi fédérale, la Loi sur les Indiens. Jusqu'en 1985, cette loi stipule que leur statut amérindien leur est retiré si elles se marient avec un homme non autochtone. Elles ne peuvent le transmettre à leurs enfants et ne peuvent retourner sur les réserves amérindiennes. Ce combat pour la reconnaissance de leurs droits sera d'ailleurs incarné par la militante Mary Two-Axe Earley entre le début des années 1960 et le milieu des années 1980. Leur lutte a donc beaucoup de retard sur celle des femmes blanches, qui militent pour des droits plus précis. Les femmes autochtones, victimes de la colonisation occidentale, sont oubliées par la loi et dans les années 1960, l'association Equal Rights for Indian Women voit le jour. La lutte des femmes autochtones n'est que très rarement abordée, encore moins dans des ouvrages leur étant entièrement consacrés. L'auteure, en les incluant, tente de dresser le portrait le plus complet de l'histoire du droit de vote des femmes dans la seule province officiellement francophone du Canada.   

### Éditions
Le livre étant publié récemment, il n'y a pour l'instant qu'une seule édition disponible. Cela dit, il est possible, voire très probable, que de nouvelles éditions soient disponibles dans les prochaines années. Comme il s'agit de la première synthèse historique sur le sujet, il ne serait pas surprenant que l'ouvrage soit réédité.   

## Plan et structure de l'ouvrage
Après une introduction substantielle relatant la littérature scientifique sur le suffrage féminin au Québec, l'auteure divise son ouvrage en cinq chapitres, organisés autour d'un plan chronologique, dans lesquels elle revisite les étapes marquantes dans le combat pour le droit de votes des femmes québécoises en faisant différents parallèles avec d’autres provinces et d’autres pays : 

### Chapitre 1: Pionnières du suffrage (1791-1949)
Ce chapitre est divisé en quatre sous-catégories, qui débute avec Pionnières du suffrage (1791-1849) et dans un ordre chronologique, suit avec L’Acte constitutionnel de 1791 et le suffrage féminin, Les femmes et les Rébellions ainsi que La question du douaire.

### Chapitre 2: Donner une voix aux femmes (1880-1910)
Ce deuxième chapitre est quant à lui divisé en cinq sous-catégories, s’organisant sous des plans thématiques et chronologiques, soit Donner une voix aux femmes (1880-1910), L’émergence du mouvement des femmes, Un mouvement des femmes divisé, Les premières luttes pour le suffrage féminin et Le vote des femmes dans l’opinion publique.

### Chapitre 3: Élargir la lutte (1910-1926)
Ce troisième chapitre est constitué de trois sous-catégories thématiques et chronologiques, soit Élargir la lutte (1910-1926), La Montreal Suffrage Association ainsi que Le Comité provincial pour le suffrage féminin/Provincial Franchise Committee.

### Chapitre 4: Patience et longueur du temps... (1926-1940)
Dans ce quatrième chapitre, l’auteure y présente les différentes associations militantes et leurs stratégies dans la lutte pour le droit de vote des femmes, sous différents sous-titres, soit Patience et longueur de temps… (1926-1940), Nouvelles associations, nouvelles stratégies et Au cœur de la lutte.

### Chapitre 5: Le vote, et après?
Ce cinquième et dernier chapitre de cette publication, servant d’une certaine façon de rétroaction et de conclusion, est réparti en quatre sous-catégories, soit Le vote, et après?, Les femmes autochtones, Des femmes en politique et finalement, La politique et les femmes.

## Description du contenu
Le point de départ de Denyse Baillargeon est l'Acte constitutionnel de 1791, accordant le droit de vote aux femmes propriétaires en territoire québécois. Lors des rébellions des Patriotes de 1837-1838, le droit de vote leur sera révoqué, sous prétexte que la politique est trop « sale » et masculine pour les femmes. De plus, leur rôle primaire étant de procréer, la politique les dévie de ce but. L'auteure traite d’ailleurs de la question de la femme douairière, femme étant devenue propriétaire de différents bien à la suite du décès de son mari. Ce statut de propriétaire lui confère certains pouvoirs, dont le droit de vote avant qu’il soit tout d’abord aboli et par la suite devenu universel pour la femme au Canada. L’auteure touche aussi, dans ce premier chapitre, à la question du capitalisme libéral qui rendait délicate la situation financière et sociale de ces femmes douairières. 
Denyse Baillargeon traite dans son deuxième chapitre de l’émergence de nouveaux mouvements militants féminins au Québec et au Canada. En effet, à la suite du retrait du droit de vote pour les femmes répondant à certains critères, comme celui d’être propriétaire, différents mouvements de femmes ont commencé à apparaître afin de faire valoir leurs droits, réprimés par la société dont la sphère publique est dominée par des hommes. Ces mouvements de femmes militantes se transportent d’un océan à l’autre, se propageant ainsi à travers le Canada. Ces femmes ont choisi de se regrouper et de se mobiliser au sein de différentes associations caritatives par lesquelles elles s’engagent dans la vie sociale. 
L’auteure décrit explicitement dans son troisième chapitre la campagne pour le suffrage féminin menée par les associations dont elle parle dans le précédent chapitre. Une de ces associations, la Montreal Suffrage Association fondée par Carrie Derrick, première femme professeure d’une université canadienne (Université McGill), est l’une des plus importantes. On compte entre autres, parmi ces associations, le Comité provincial pour le suffrage féminin. Cependant, ces organisations féminines ne feront pas l’unanimité auprès de la gent masculine canado-française, qui a l’impression que ces groupes portent atteinte à leur masculinité.
Dans le quatrième chapitre, Denyse Baillargeon s’attarde à ces nouvelles associations et à leurs différentes stratégies au sein de leurs manifestations pour le suffrage féminin. Des suffragettes comme Idola Saint-Jean et Thérèse Casgrain se rendent au Parlement de Québec à maintes reprises lorsque des discussions concernant le droit de vote pour les femmes sont au programme, bien qu’elles aboutissent en échec. L’auteure ferme ce chapitre avec l’année 1940, année qui fut charnière dans la lutte pour le droit de votes aux femmes québécoises : le gouvernement libéral d’Adélard Godbout, alors premier ministre à l’époque, leur confère ce pour quoi elles ont milité, soit le droit de voter, mais aussi le droit d’être reconnues comme des personnes participant à la vie politique et sociale. 
Finalement, Denyse Baillargeon traite de la situation des femmes autochtones en lien avec leur lutte pour le droit de vote, droit qui leur fut accordé officiellement beaucoup plus tard que les autres femmes au Canada, soit en 1960 au fédéral. Elle traite de leur situation et de l’évolution de cette dernière jusqu’à nos jours. Elle clôt ensuite ce chapitre et son ouvrage sur le rôle des femmes en politique, en commençant avec l’élection de Marie-Claire Kirkland, première femme élue à l'Assemblée législative du Québec et terminant avec Pauline Marois, la première femme à être première ministre du Québec, ainsi que Françoise David, ancienne porte-parole du parti politique Québec solidaire.

## Réception critique et universitaire
Globalement, l'ouvrage de Baillargeon est très bien reçu par les communautés universitaire et littéraire québécoises. Le fait que cette synthèse n'ait pas de prédécesseur en territoire québécois est l'un des grands points positifs de l'ouvrage. Il est considéré comme innovateur et très complet comme ouvrage général. Denyse Baillargeon elle-même, en rédigeant son livre, fut très surprise du manque de documentation et de recherches sur le suffrage féminin au Québec. De plus, comme cette histoire est sous-développée, l'auteure commence son récit autour de 1791, à une époque où le droit de vote des femmes est permis, avec quelques conditions. Le vote leur et ensuite retiré pendant la rébellion des Patriotes de 1837-1838. Les critiques apprécient énormément le point de départ de son récit, puisqu'il permet de rectifier certaines conceptions préconçues du suffrage féminin au Québec. Non seulement l'auteure place le début de son récit très tôt, elle l'arrête également beaucoup plus tard que l'obtention du droit de vote des femmes au Québec, c'est-à-dire en 1940. Effectivement, Repenser la nation : l'histoire du suffrage féminin au Québec va beaucoup plus loin et continue jusqu'en 2018, où la parité est atteinte au sein gouvernement de François Legault. Cette grande couverture temporelle est, finalement, ce qui fait de ce livre la synthèse la plus complète sur le sujet ; un fait très apprécié par les critiques, qu'elles soient littéraires ou universitaires.      

### Critique littéraire
Les journaux et les magazines littéraires semblent tous être du même accord : Repenser la nation : l'histoire du suffrage féminin au Québec comble un vide. Il offre l'histoire du suffrage féminin la plus complète à ce jour au Québec. Des blogs féministes et revues spécialisées partagent cette opinion. Des journalistes, pour la plupart de sexe féminin, critiquent cette œuvre de façon très positive, toujours en soulignant cette nouveauté qu'est la première synthèse sur le sujet.           
À titre d'exemple, le magazine en ligne Gazette des femmes et le blog Je suis féministe ont tous deux consacré une critique littéraire à Repenser la nation : l'histoire du suffrage féminin au Québec. Elles sont très positives et le recommandent chaleureusement. Des médias plus généraux, par exemple La Presse, un journal de Montréal, critique positivement le livre, disant qu'il «remet les pendules à l'heure».            
En mai 2020, l'Assemblée nationale du Québec a décerné un de ses Prix du livre politique à l'auteure de Repenser la nation.            

### Critique universitaire
Plusieurs professeurs réputés de plusieurs universités du Québec donnent leur avis sur ce livre de Denyse Baillargeron. La grande majorité des critiques universitaires disponibles sont d'ailleurs des femmes, ce qui indique que l'ouvrage a su toucher le public féminin d'abord et avant tout. Il est important de souligner que l'étude des femmes et du genre est en grande partie un domaine composé de femmes, ce qui explique aussi la grande proportion féminine dans les critiques de ce livre.      
Johanne Daigle, professeure au département des sciences historiques de l'Université Laval, n'a que des éloges à faire envers ce livre de Denyse Baillargeon. Elle approuve la séparation du livre en cinq chapitres, liés par une ligne du temps. Elle cautionne également l'insertion de plusieurs biographies portant sur des personnalités féminines importantes. Des portraits de toutes les époques s'y trouvent, qu'elles soient anglophones ou francophones. Julie Papineau, Hortense Globensky, Ishbel Aberdeen, Marie Lacoste-Gérin-Lajoie, Idola Saint-Jean, Marie-Claire Kirkland-Casgrain, Pauline Marois et Françoise David ne sont que des exemples.      
Evelyne Ferron, professeure d'histoire au niveau collégial et universitaire, applaudit l'auteure pour sa nouvelle approche du sujet. En effet, elle estime que cet ouvrage est bien plus qu'une récapitulation des évènements menant à l'obtention du droit de vote des femmes au Québec. Le sujet est abordé d'un nouvel angle, par lequel l'auteure revisite le combat mené par ces femmes militantes des XIXe et XXe siècles.      
Lucia Ferretti, elle aussi professeure d'histoire, travaillant pour l'Université du Québec à Trois-Rivières, félicite sa collègue, mais critique certains aspects de sa méthode. Elle rapporte non seulement les faits que l’on retrouve dans cet ouvrage, mais en fait aussi son interprétation personnelle. Ferretti est plus critique que ses consœurs à l’égard de Denyse Baillargeon et de sa publication. Par exemple, elle affirme que l'auteure utilise une quantité significative de jugements de valeur pour que ses lecteurs aient la même opinion qu'elle sur le sujet, en plus d'avancer que « les faits ne sont insérés qu’en filigrane dans le cadre des exclusions du suffrage au Canada». De plus, Denyse Baillargeon place la faute du retard québécois concernant le suffrage féminin sur les mauvais responsables, soit les nationalistes. Selon Ferretti, le véritable responsable est le premier ministre libéral de 1920 à 1936, soit Louis-Alexandre Taschereau. Au pouvoir au moment où les provinces cèdent une par une aux demandes des suffragettes, Taschereau leur refuse cette avancée. Il craignait que les femmes votent pour les conservateurs, ce qui lui coûterait son poste de premier ministre. Néanmoins, l'ouvrage de Denyse Baillargeon possède de nombreuses qualités, surtout dans la diversité des points de vue des groupes impliqués.